# الانتخابات البرلمانية العراقية 1989
أجريت الانتخابات البرلمانية في العراق في 1 أبريل 1989، وكان من المقرر أن تجرى في 31 أغسطس 1988، ولكنها أجلت بسبب الحرب الإيرانية العراقية. خاض الانتخابات 921 مرشحا، وفاز حزب البعث بما عدده 207 مقاعد من بين 250 مقعدا.

## النتائج
| الحزب                   | الحزب                   | الأصوات   | % | المقاعد | +/− |
| ----------------------- | ----------------------- | --------- | - | ------- | --- |
|                         | حزب البعث               |           |   | 207     | +24 |
|                         | المستقلون وأحزاب الكتلة |           |   | 43      | −24 |
| الأصوات الباطلة/الفارغة | الأصوات الباطلة/الفارغة |           | — | —       | —   |
| المجموع                 | المجموع                 | 7،171،000 |   | 250     | 0   |
| مصدر: IPU               |                         |           |   |         |     |